# Sakib
Sākib (in arabo ساكب‎?) è una città della Giordania nell'angolo settentrionale del paese, una distanza di 8.6 chilometri a ovest della città di Jerash. Sākib si trova sulla strada che collega Jerash e Ajlun. Si trova vicino a diverse montagne che domina la capitale, Amman, così come la provincia di Jerash e la maggior parte dei villaggi della provincia.